# Erik Jan Kooiman
Erik Jan Kooiman (Ammerstol, 28 juni 1986) is een Nederlandse langebaanschaatser en marathonschaatser. Zijn specialisme ligt op de lange afstanden, met name de 10.000 meter. In 2018 won Kooiman de Alternatieve Elfstedentocht op de Weissensee en trad hiermee in de voetsporen van zijn vader die deze wedstrijd 25 jaar eerder won. Hij is de zoon van oud-schaatsers Jan Kooiman en Ineke Kooiman-van Homoet.

## Biografie
Voordat Kooiman vanaf 2014 definitief aan het schaatsen sloeg, was hij aardrijkskundeleraar op het Emmauscollege in Rotterdam en amateurwielrenner. In deze discipline behaalde hij een aantal kleine overwinningen. Toch bleef hij elke winter schaatsen, en was hij succesvol in het marathonschaatsen. In de zomer van 2014 zegt Kooiman zijn baan als aardrijkskundeleraar op en pikt Jillert Anema hem op. Tot 2019 schaatste Kooiman bij Team easyJet (voorheen Team Clafis).

### Seizoen 2014-2015
Kooiman plaatste zich tijdens een trainingskamp in Erfurt in oktober voor de NK Afstanden. Op de vijf kilometer werd hij negende, op de tien kilometer belandde hij met 13.09,84 op het podium, hij pakte brons, en plaatste hij zich voor de tien kilometer tijdens de tweede Wereldbeker in Seoul. Hier kwam hij uit in de B-Groep, won hij de tien kilometer en reed en passant de tweede tijd van de dag (13.19,09) achter de winnaar van de A-Groep, Bob de Jong. Tijdens de selectiewedstrijd voor de tien kilometer voor de WK Afstanden in Thialf, die plaatsvond tijdens de NK Allround in datzelfde Thialf, reed Kooiman 13.14,12. Hij was langzamer dan Jorrit Bergsma en Sven Kramer, die geplaatst waren voor de WK Afstanden, wel was Kooiman sneller dan Bob de Jong en ging hij dus als reserve mee. Nadat Kramer had afgezegd voor de langste afstand, mocht Kooiman toch starten. Hij reed naar een tijd van 13.02,57, na onder meer een aantal 30'ers onderweg gereden te hebben. Nadat in de slotrit alleen ploeggenoot Jorrit Bergsma onder die tijd dook, werd Kooiman tweede bij zijn debuut.

### Seizoen 2015-2016
Kooiman begon zijn tweede schaatsseizoen bij de profs met de KNSB Cup in Enschede, bedoeld als selectiewedstrijd voor de eerste reeks wereldbekers. Op de 5000 meter plaatste Kooiman zich ternauwernood door de vijfde tijd te rijden: 6.26,47, zeven honderdsten boven zijn in het voorseizoen in Inzell gereden persoonlijk record. Op de tien kilometer reed hij in de slotrit en na 25 ronden stond de tijd van 13.05,96 op het bord. Dit betekende de winst, onder meer Jorrit Bergsma en Sven Kramer waren langzamer, en tegelijkertijd een baanrecord. Zo plaatste hij zich ook voor de tien kilometer in de wereldbekers.
In die wereldbekerreeks begon Kooiman met een achtste plek en een persoonlijk record van 6.17,95 op de 5000 meter in Calgary. Een week later in Salt Lake City stond de tien kilometer op het programma. Kooiman wilde het wereldrecord aanvallen, maar slaagde niet in zijn poging. Wel reed hij voor het eerst in zijn carrière onder de dertien minuten: 12.58,24. Dat betekende de zevende tijd. Tijdens de derde wereldbekers in Inzell en Heerenveen reed hij op de vijf kilometer achtereenvolgens naar een zesde en een zevende plek.
Op 9 december 2015 reed Kooiman in navolging van zijn ouders het werelduurrecord in Inzell. Kooiman noteerde vele rondjes in de 32 seconden, zijn gemiddelde rondetijd bedroeg 32,98 seconde. Het uiteindelijke werelduurrecord bedroeg 43.735,94 meter, waarmee hij ruim 1483 meter sneller reed dan het oude record van Douwe de Vries.
Op de NK Afstanden tussen Kerst en Oud en Nieuw in Heerenveen begon Kooiman met een vierde plaats op de 5000 meter in 6.20,54 - zijn snelste vijf kilometer ooit op een laaglandbaan - waarmee hij een ticket voor de WK Afstanden in februari in Kolomna net misliep, maar achter Jorrit Bergsma, Sven Kramer en Douwe de Vries wel reserve was op die afstand. Op de 10.000 meter bamachtigde hij wel een rechtstreeks ticket door in 13.05,22 achter Sven Kramer tweede te worden.
Op de WK Afstanden in Kolomna kwam Kooiman uit op de 10 kilometer. Hij reed in de vierde rit tegen Peter Michael, die hij in een rechtstreeks gevecht versloeg. Hij kwam uit op 13.02,15 en reed sneller dan het oude baanrecord van Sven Kramer (13.03,30). In de laatste twee ritten reden Ted-Jan Bloemen en Kramer nog onder zijn tijd, waardoor hij het baanrecord weer kwijt was, maar wel het brons pakte.

## Records

### Persoonlijke records
| Afstand      | Tijd     | Datum            | Baan       |
| ------------ | -------- | ---------------- | ---------- |
| 500 meter    | 40,35    | 19 maart 2016    | Den Haag   |
| 1000 meter   | 1.29,52  | 29 maart 2003    | Den Haag   |
| 1500 meter   | 1.51,28  | 15 oktober 2017  | Inzell     |
| 3000 meter   | 3.45,55  | 19 december 2020 | Heerenveen |
| 5000 meter   | 6.16,83  | 1 december 2017  | Calgary    |
| 10.000 meter | 12.57,13 | 19 november 2017 | Stavanger  |

### Wereldrecords
| Nr. | Afstand         | Afstand      | Datum           | Baan   |
| --- | --------------- | ------------ | --------------- | ------ |
| 1.  | Werelduurrecord | 43.735,94 m* | 9 december 2015 | Inzell |

|   | = huidig wereldrecord    |
| * | = officieus wereldrecord |

### Baanrecords
| Nr. | Baan     | Afstand      | Tijd     | Datum      | Verbroken door   |
| --- | -------- | ------------ | -------- | ---------- | ---------------- |
| 1   | Seoul    | 10.000 meter | 13.19,09 | 22-11-2014 | Bob de Jong      |
| 2   | Haarlem  | 10.000 meter | 13.49,70 | 12-02-2015 | Mats Stoltenborg |
| 3   | Enschede | 10.000 meter | 13.05,96 | 01-11-2015 | -                |

## Resultaten
| Jaar | NK Afstanden           | NK Allround           | WK Afstanden | Wereldbeker                                   |
| ---- | ---------------------- | --------------------- | ------------ | --------------------------------------------- |
| 2015 | 9e 5000 m · 10.000 m   |                       | · 10.000 m   | 27e 5000 / 10.000 meter (-, 1e*B, -, -, -, -) |
| 2016 | 4e 5000 m · 10.000 m   |                       | · 10.000 m   | 8e 5000 / 10.000 meter (8e, 7e*, 6e, 7e, -)   |
| 2017 | 7e 5000 m · 10.000 m   | 8e · (20e, 5e, 11e, ) |              |                                               |
| 2018 | 5000 m · 10.000 m      |                       |              |                                               |
| 2019 | 6e 5000 m              |                       |              |                                               |
| 2020 | 11e 5000 m 5e 10.000 m |                       |              |                                               |